# الملك المجاهد أسد الدين شيركوه
الْمَلِكُ الْمُجَاهِدُ أَسَدُ الدِّينِ شِيرْكُوهْ (569 هـ - 637 هـ / 1173م - 1240م) هو أَسدُ الدّين أبو الحَارث بن نَاصِرِ الدِّينِ مُحَمَّدِ بْنِ أَسَدِ الدِّينِ شِيرْكُوهْ بْنِ شَادِي. أمير من أمراء بني أيوب وصاحب حمص ولِدَ في القاهرة سنة 569هـ 1173م ووَلاه الملك الناصر صلاح الدين مدينة حمص بعد وفاة أبيه نَاصِرِ الدِّينِ مُحَمَّدِ سنة 581هـ 1185م ومكث فيها 56 سنة إلى أن تُوفيّ في شهر رجب سنة 637هـ 1240م.